# Campôme
Campôme település Franciaországban, Pyrénées-Orientales megyében. Lakosainak száma 120 fő (2022. január 1.). Campôme Mosset, Molitg-les-Bains, Catllar és Ria-Sirach községekkel határos.

## Földrajz

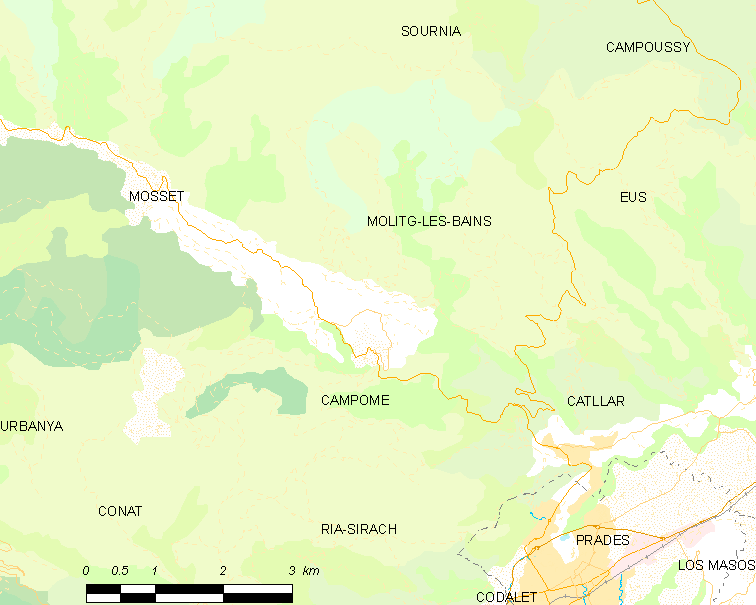
Campôme és környéke

## Népesség
A település népességének változása:
| Lakosok száma | 114  | 115  | 117  | 111  | 111  | 111  | 111  | 115  | 120  |
|               | 2013 | 2015 | 2016 | 2017 | 2018 | 2019 | 2020 | 2021 | 2022 |